# 臺南市私立育德工業家事職業學校
臺南市私立育德工業家事職業學校，簡稱育德工家，是一所位於臺南市新營區的私立高職。

## 校史
- 1971年該校創立，係由台南縣教育家劉德村先生暨熱心教育實業家劉振發、沈水金等人士，為響應政府獎勵私人興辦工商職校，以就工商專技人才，而共同創辦。
- 1971年2月14日在奉准籌設，6月26日奉准立案，並准自六十學年度起招收機工科、電子設備修護科、汽車修護科各二班、商科一班，計四科七班。
- 1972學年度增設電工科，奉准設立補校。
- 1973年7月6日辦妥財團法人登記手續
- 1975學年度該校奉准增設建築科。
- 1990學年度報准增設美容科，停辦建築科、電工科、商科。
- 1992學年度報准增設資訊科，校名並更名為私立育德工業家事職業學校。
- 2001學年度停辦機工科，增設食品科。
- 2003學年度進修部復設。
- 2004學年度增設餐飲管理科。
- 2011年增設觀光事業科及資料處理科。
- 2013年增設飛機修護科及航空電子科，建教班停招。
- 2014年停辦航空電子科，增設多媒體設計科、時尚造型科。

## 外部連結
- 臺南市私立育德工業家事職業學校 （页面存档备份，存于）
- 育德工業家事職業學校FB粉專
- 育德工家IG